# 豊浦町
豊浦町（とようらちょう）は、北海道胆振総合振興局の最も西に位置する町。 1932年（昭和7年）に弁辺村から豊浦村に改称後、1947年（昭和22年）に町制を施行した。

## 地理
南側は内浦湾（噴火湾）に面し断崖が多く、北側は山林地帯となっている。
- 山： 昆布岳（1045.1m）、西昆布岳（804.1m）、金山（500.9m）、ペタヌ山（460.8m）、小花井山（418.4m）、幌扶斯山（ほろふしやま）（412.5m）、大西山（203.2m）
- 河川： ベンベ川、貫気別川、新山梨川、オロエンヌキベツ川、ポンベツ川、上泉川、ベタヌ川、ポン別川、壮滝別川、壮滝別奥川、小鉾岸川（おふけしがわ）、豊泉川、ペタヌ川、芝伏川、昆布川、新富川、一の沢川、礼文華川、峠川、目名川
- 岬： ベベシレト岬、イコリ岬、茶津崎
- その他: 礼文華海岸、ポンベツの滝

### 気候
ケッペンの気候区分では亜寒帯湿潤気候（Dfb）に属する。沿岸部の気候は温暖であるが、冬は積雪量がかなり多く、特別豪雪地帯となっている。
| 大岸（1991年 - 2020年）の気候      | 大岸（1991年 - 2020年）の気候 | 大岸（1991年 - 2020年）の気候 | 大岸（1991年 - 2020年）の気候 | 大岸（1991年 - 2020年）の気候 | 大岸（1991年 - 2020年）の気候 | 大岸（1991年 - 2020年）の気候 | 大岸（1991年 - 2020年）の気候 | 大岸（1991年 - 2020年）の気候 | 大岸（1991年 - 2020年）の気候 | 大岸（1991年 - 2020年）の気候 | 大岸（1991年 - 2020年）の気候 | 大岸（1991年 - 2020年）の気候 | 大岸（1991年 - 2020年）の気候 |
| 月                                 | 1月                           | 2月                           | 3月                           | 4月                           | 5月                           | 6月                           | 7月                           | 8月                           | 9月                           | 10月                          | 11月                          | 12月                          | 年                            |
| ---------------------------------- | ----------------------------- | ----------------------------- | ----------------------------- | ----------------------------- | ----------------------------- | ----------------------------- | ----------------------------- | ----------------------------- | ----------------------------- | ----------------------------- | ----------------------------- | ----------------------------- | ----------------------------- |
| 最高気温記録 °C （°F）             | 8.4 (47.1)                    | 13.0 (55.4)                   | 14.8 (58.6)                   | 21.7 (71.1)                   | 28.7 (83.7)                   | 29.3 (84.7)                   | 33.6 (92.5)                   | 32.7 (90.9)                   | 30.4 (86.7)                   | 25.6 (78.1)                   | 22.3 (72.1)                   | 14.7 (58.5)                   | 33.6 (92.5)                   |
| 平均最高気温 °C （°F）             | 0.1 (32.2)                    | 0.6 (33.1)                    | 4.3 (39.7)                    | 10.3 (50.5)                   | 15.5 (59.9)                   | 19.0 (66.2)                   | 22.8 (73)                     | 24.7 (76.5)                   | 22.3 (72.1)                   | 16.4 (61.5)                   | 8.9 (48)                      | 2.1 (35.8)                    | 12.3 (54.1)                   |
| 日平均気温 °C （°F）               | −4.0 (24.8)                   | −3.6 (25.5)                   | 0.0 (32)                      | 5.2 (41.4)                    | 10.4 (50.7)                   | 14.8 (58.6)                   | 19.1 (66.4)                   | 20.7 (69.3)                   | 17.2 (63)                     | 10.6 (51.1)                   | 4.1 (39.4)                    | −1.8 (28.8)                   | 7.7 (45.9)                    |
| 平均最低気温 °C （°F）             | −8.8 (16.2)                   | −8.7 (16.3)                   | −4.9 (23.2)                   | −0.2 (31.6)                   | 5.3 (41.5)                    | 11.0 (51.8)                   | 15.9 (60.6)                   | 17.1 (62.8)                   | 12.3 (54.1)                   | 5.2 (41.4)                    | −0.6 (30.9)                   | −6.0 (21.2)                   | 3.1 (37.6)                    |
| 最低気温記録 °C （°F）             | −20.3 (−4.5)                  | −20.6 (−5.1)                  | −17.0 (1.4)                   | −10.0 (14)                    | −2.8 (27)                     | 2.2 (36)                      | 6.7 (44.1)                    | 7.9 (46.2)                    | 2.5 (36.5)                    | −3.0 (26.6)                   | −11.5 (11.3)                  | −20.0 (−4)                    | −20.6 (−5.1)                  |
| 降水量 mm （inch）                 | 70.2 (2.764)                  | 64.2 (2.528)                  | 59.5 (2.343)                  | 69.2 (2.724)                  | 94.8 (3.732)                  | 84.8 (3.339)                  | 134.1 (5.28)                  | 162.2 (6.386)                 | 149.1 (5.87)                  | 108.5 (4.272)                 | 107.1 (4.217)                 | 87.3 (3.437)                  | 1,190.9 (46.886)              |
| 降雪量 cm （inch）                 | 158 (62.2)                    | 137 (53.9)                    | 94 (37)                       | 8 (3.1)                       | 0 (0)                         | 0 (0)                         | 0 (0)                         | 0 (0)                         | 0 (0)                         | 0 (0)                         | 37 (14.6)                     | 134 (52.8)                    | 571 (224.8)                   |
| 平均降水日数 （≥1.0 mm）           | 16.9                          | 14.8                          | 12.8                          | 10.1                          | 10.2                          | 8.6                           | 10.3                          | 11.0                          | 11.1                          | 12.4                          | 14.6                          | 17.4                          | 150.1                         |
| 平均月間日照時間                   | 105.9                         | 109.0                         | 152.5                         | 188.1                         | 191.9                         | 149.2                         | 124.5                         | 141.5                         | 166.9                         | 155.6                         | 111.8                         | 99.0                          | 1,696                         |
| 出典1：Japan Meteorological Agency |                               |                               |                               |                               |                               |                               |                               |                               |                               |                               |                               |                               |                               |
| 出典2：気象庁                      |                               |                               |                               |                               |                               |                               |                               |                               |                               |                               |                               |                               |                               |

### 隣接している自治体
- 胆振総合振興局
  - 虻田郡：洞爺湖町
- 後志総合振興局
  - 虻田郡：ニセコ町、真狩村
  - 寿都郡：黒松内町
  - 磯谷郡：蘭越町
- 渡島総合振興局
  - 山越郡：長万部町

## 町名の由来
旧地名は「弁辺」（べんべ、古文書の旧字体では「辧邊」と表記）であった。
この地名は、山田秀三によると、アイヌ語の「ペウンペ（pe-un-pe：水・ある・ところ）」「ペペナイ（pe-pe-nay：水・水・川）」あるいは「ペペ（pe-pe：水・水）」に由来すると解釈されている。また、1973年（昭和48年）に国鉄北海道総局が発行した『北海道　駅名の起源』では、「豊浦」の項で「弁辺」について、「ペッペッ（pet-pet）」（川・川＝小さい川が集まったところ）と解釈している。
しかし後年「ごろが悪い」として「豊浦」に改名された。「豊浦」の由来について町では「農産、水産業が豊かな内浦湾に面していることから」と紹介している。

## 歴史
北海道では明治20年代から本土の移民が増加し、豊浦町でも内陸部の開拓に伴い移民の受け入れを行い、宮城県からの団体移民や明治40年の大水害で被災した山梨県の入植団など町域の各地に和人が入植した。しかし、いずれも定着できないままに衰微した。

### 沿革
- 1798年（寛政10年） 松前藩は会所を設ける。
- 1882年（明治15年） 弁辺村・礼文村が虻田郡各村戸長役場の管轄となる。
- 1902年（明治35年） 弁辺村・礼文村が合併し、二級町村制弁辺村となる。虻田村（現・洞爺湖町）と組合役場設置。
- 1909年（明治42年） 虻田村との組合役場を解消。
- 1918年（大正7年）7月10日 - 一部（字静狩）が山越郡長万部村に編入。
- 1932年（昭和7年）6月 豊浦村に改称。
- 1947年（昭和22年）7月1日 町制施行、豊浦町。
- 1997年（平成9年）10月22日 道央自動車道豊浦IC開通、同日 道央自動車道豊浦噴火湾PA開設
- 2002年（平成14年）豊浦温泉「しおさい」開湯。
- 2004年（平成16年）7月9日 道の駅とようらオープン
- 2005年（平成17年）7月18日 豊浦町地域交流センター　とわにーオープン
- 2005年（平成17年）　豊浦町漁業系一般廃棄物リサイクルセンター開設

## 字名
- 1932年(昭和7年)4月1日に字名改正が実施され、小字が廃止され大字と小字の中間的な｢字｣が設置された[7]。
- それぞれの小字の大字名は豊浦町史に記載無し。

### 字名改正
| 実施後   | 実施前                                   |
| -------- | ---------------------------------------- |
| 字東雲町 | 字チャス、ポンベンベ、アクナイ           |
| 字旭町   | 字上石河原、アリトル、弁辺、チャス       |
| 字船見町 | 字弁辺                                   |
| 字海岸町 | 字弁辺、石河原                           |
| 字幸町   | 字弁辺                                   |
| 字浜町   | 字小花井、ナカリナイ、ヌツキベツ         |
| 字桜     | 字カニオハナイ、小花井、ノブシマキ       |
| 字大和   | 字貫気別                                 |
| 字美和   | 字ヌツキベツ、弁辺原野                   |
| 字山梨   | 字ヌツキベツ、弁辺原野、ソータクネベツ   |
| 字高岡   | 字フルベシ、アツカンロクス、学田、更志別 |
| 字新山梨 | 字弁辺原野                               |
| 字上泉   | 字弁辺原野                               |
| 字豊住   | 字メナシンケ、ヌツキベツ                 |
| 字大岸   | 字小鉢岸、ベタス                         |
| 字礼文華 | 字礼文、トリフシナイメナ、チャス         |
| 字新富   | 字上昆布、上昆布原野                     |

## 行政
- 町長 村井洋一
- 虻田町・洞爺村と合併協議会を設置し、新町名を「洞爺湖町」とするなど必要な協議は全て終了していた。しかし、2005年（平成17年）2月に行われた合併の是非を問う住民投票で反対が多数を占めたことを受け、合併協議会から離脱している。

## 経済

### 産業
気候が対馬海流（津軽暖流）の影響で夏は涼しく冬は比較的温暖であり、地勢も大半が丘陵地帯であることから、農業と水産業を基幹としている。
農業面では、全道的に知られたイチゴの産地であり、ジャガイモや水稲・アサツキ（生産量全道一）の生産もある。また、乳牛・肉牛・養豚といった畜産にも力を入れており、特に豚肉は全道一の生産量である。
水産業では、同町礼文華地区が内浦湾におけるホタテの養殖発祥地であることもあり、漁業者の約7割がホタテ養殖に携わり、町の全漁獲量の約8割を占める。このほか、サケ・カレイ・カニ（毛ガニ）・ウニが水揚げされる。

### 立地企業
- 北海道電力豊浦発電所

### 農協・漁協
- とうや湖農業協同組合（JAとうや湖）豊浦支所
- いぶり噴火湾漁業協同組合豊浦支所

### 郵便局
- 豊浦郵便局（集配局）
- 大岸郵便局（集配局）
- 礼文郵便局

### 宅配便
- ヤマト運輸：千歳主管支店とうやこセンター（洞爺湖町）
- 佐川急便：倶知安営業所（倶知安町）

## 公共機関

### 警察
- 伊達警察署豊浦駐在所
- 伊達警察署大岸駐在所
- 伊達警察署礼文華駐在所

## 地域

### 人口
| |                                        |  |
| 豊浦町と全国の年齢別人口分布（2005年） | 豊浦町の年齢・男女別人口分布（2005年） |  |
| ■紫色 ― 豊浦町 ■緑色 ― 日本全国 | ■青色 ― 男性 ■赤色 ― 女性              |  |
| 豊浦町（に相当する地域）の人口の推移 \| 1970年（昭和45年） \| 7,519人 \| \| \| 1975年（昭和50年） \| 6,769人 \| \| \| 1980年（昭和55年） \| 6,424人 \| \| \| 1985年（昭和60年） \| 6,112人 \| \| \| 1990年（平成2年） \| 5,790人 \| \| \| 1995年（平成7年） \| 6,121人 \| \| \| 2000年（平成12年） \| 5,286人 \| \| \| 2005年（平成17年） \| 4,771人 \| \| \| 2010年（平成22年） \| 4,533人 \| \| \| 2015年（平成27年） \| 4,291人 \| \| \| 2020年（令和2年） \| 3,821人 \| \| |                                        |  |
| 総務省統計局 国勢調査より |                                        |  |
| 1970年（昭和45年） | 7,519人                                |  |
| 1975年（昭和50年） | 6,769人                                |  |
| 1980年（昭和55年） | 6,424人                                |  |
| 1985年（昭和60年） | 6,112人                                |  |
| 1990年（平成2年） | 5,790人                                |  |
| 1995年（平成7年） | 6,121人                                |  |
| 2000年（平成12年） | 5,286人                                |  |
| 2005年（平成17年） | 4,771人                                |  |
| 2010年（平成22年） | 4,533人                                |  |
| 2015年（平成27年） | 4,291人                                |  |
| 2020年（令和2年） | 3,821人                                |  |

### 消滅集落
2015年国勢調査によれば、以下の集落は調査時点で人口0人の消滅集落となっている。
- 豊浦町 - 字青山

### 教育
小学校
- 豊浦小学校
- 大岸小学校
- 礼文華小学校
- いずみの学校初等部

中学校
- 豊浦中学校
- いずみの学校中等部

## 交通

### 鉄道
北海道旅客鉄道（JR北海道）
- 室蘭本線：小幌駅 - 礼文駅 - 大岸駅 - 豊浦駅
  - 室蘭本線の沿線自治体で唯一特急列車が停車しない。

### バス
- 道南バス
- 豊浦町営バス（国鉄バス羊蹄線廃止代替）

### タクシー
- 豊浦ハイヤー

### 道路
高速道路
- 道央自動車道（北海道縦貫自動車道）豊浦IC - 豊浦噴火湾PA（ハイウェイオアシス併設)　- 虻田洞爺湖仮出入口(有珠山噴火の際、虻田洞爺湖ICの代替として、道道97号との交点に一時的に設置されていた。

一般国道
- 国道37号
- 国道230号

都道府県道
- 北海道道32号豊浦ニセコ線
- 北海道道97号豊浦京極線
- 北海道道285号豊浦洞爺線
- 北海道道344号白井川豊浦線
- 北海道道608号大岸礼文停車場線
- 北海道道609号礼文停車場線
- 北海道道702号美和豊浦停車場線
- 北海道道914号新富神里線

広域農道
- 胆振西部広域農道

道の駅
- とようら

## 名所・旧跡・観光スポット・祭事・催事

### 文化財
- アイヌ祭祀具一式（佐茂家） - 中央公民館
- カムイチャシ - 豊浦町カムイチャシ史蹟公園、国の名勝

### 観光

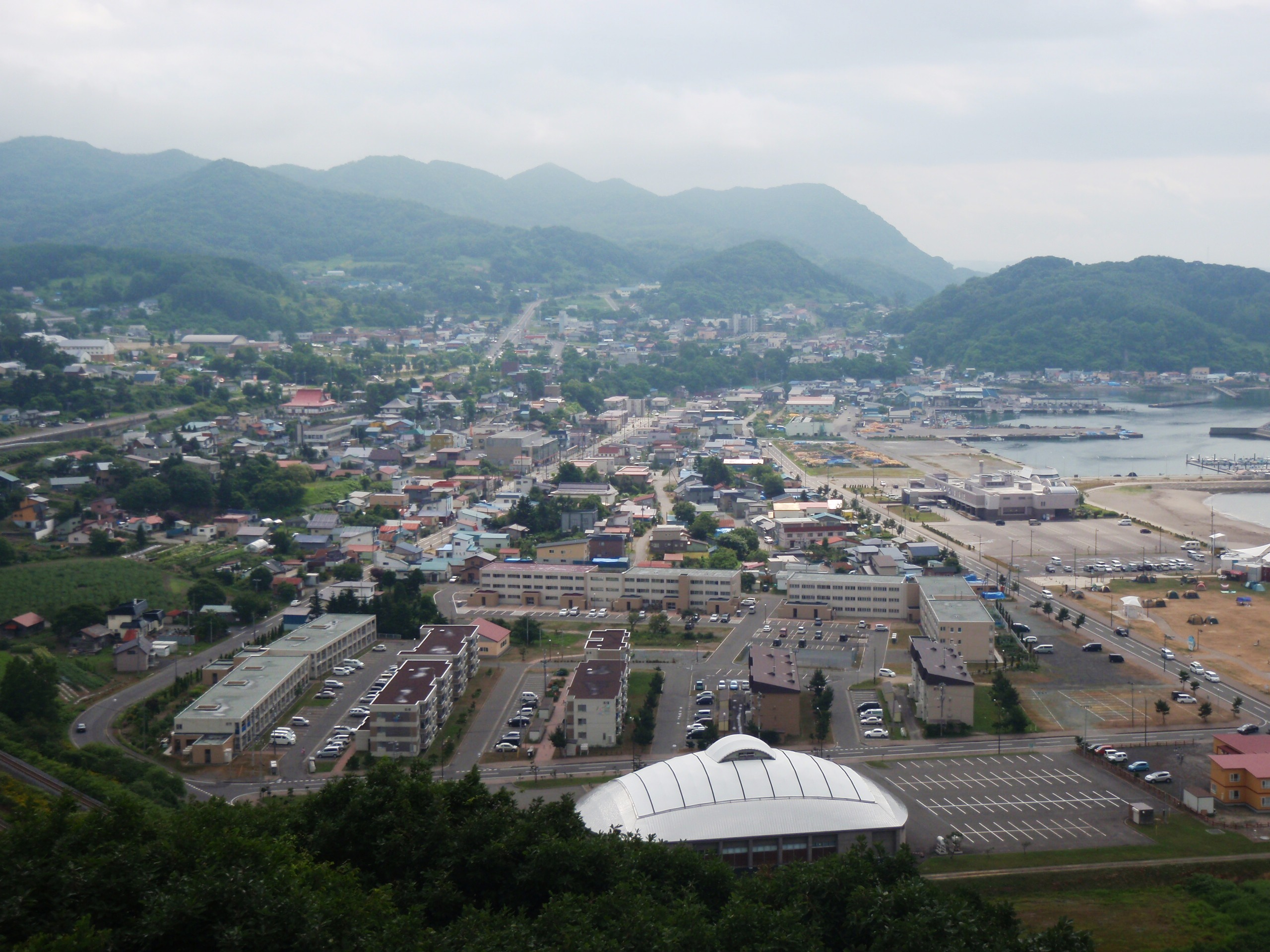
噴火湾展望公園から見る豊浦町市街地

- 噴火湾展望公園（道央自動車道豊浦噴火湾PAにあり、国道37号からも入園可能）
- カムイチャシ史跡公園
- 豊浦温泉
- インディアン水車公園
- 森林公園
- 文学碑公園
- 小幌駅（鉄道以外での到達が困難な秘境駅）

### 祭事・催事
- 大岸冬まつり（2月）
- いちご豚肉まつり（6月）
- 豊浦漁港豊漁まつり（10月）

### 名産品
- イチゴ
- アサツキ
- ジャガイモ
- ホタテ
- 豚肉

## 出身有名人
- 横山富雄（騎手）
- ジャンボ秀克（ローカルタレント）
- 内藤大助（プロボクサー）
- 北見マキ（プロマジシャン）
- 武藤仁（株式会社トムクリエイト代表取締役社長）